# 915
915(구백십오)는 914보다 크고 916보다 작은 자연수다.

## 수학
- 합성수로, 그 약수는 1, 3, 5, 15, 61, 183, 305, 915다. 진약수의 합은 573이므로, 915는 부족수다.
- {\displaystyle 11^{4}-1}은 915로 나누어떨어진다.

## 과학
- NGC 915: 양자리 방향에 있는 타원은하.

## 교통

### 철도
- 서울 지하철 9호선 여의도역의 역번호.

### 도로
- 915번 지방도: 경상북도 영주시 평은면 오운리에서 봉화군 춘양면 서벽리까지 이어지는 대한민국의 지방도.
- 915번 홋카이도도(일본어판)

## 문화유산
- 대한민국의 보물 제915호: 보은 법주사 대웅보전

## 기타
- 날짜: 9월 15일
  - 9·15 대한민국 정전 (2011년)
- 연도: 915년, 기원전 915년